# Günter Nitzsche
Günter Nitzsche (* 29. August 1925 in Kiel; † 24. Februar 2019 in Berlin) war ein deutscher Gebrauchsgrafiker.

## Leben und Werk
Nitzsche absolvierte nach dem Schulabschluss von 1942/1943 ein Praktikum in einem Maschinenbau-Unternehmen und wurde dann zur Wehrmacht eingezogen. Er nahm am Zweiten Weltkrieg teil und geriet in Kriegsgefangenschaft. 
1947/1948 studierte er an der Kunstgewerbeschule der Stadt Leipzig, 1948/1949 an der Akademie für Grafik und Buchkunst Leipzig und von 1949 bis 1951 an der Landeskunstschule Hamburg. Von 1952 bis 1959 war er in Ostberlin Leiter des Ateliers des Verlags Die Wirtschaft. Er gestaltete u. a. die Zeitschriften Deutscher Export und von 1954 bis 1962 Neue Werbung. Ab 1960 war Nitzsche in Berlin freischaffend tätig, u. a. als künstlerischer Berater des Transpress Verlags  für Verkehrswesen Berlin. Für diesen entwarf er insbesondere das Signet (1960) und eine bedeutende Zahl von Buchumschlägen. Er erhielt Aufträge von volkseigenen Großbetrieben und von Institutionen. Für die Gaststätten der Handelsorganisation HO im Zentrum Ostberlins gestaltete er ab 1963 die Werbung, darunter die Signets des Restaurants Moskau (1965) und für den Goldbroiler. Für die Vereinigung Interhotel entwarf er das Signet (1965), und machte auch für die MITROPA diverse gebrauchsgrafische Arbeiten.
Nitzsche war bis 1990 Mitglied des Verbands Bildender Künstler der DDR.

## Teilnahme an zentralen und wichtigen regionalen Ausstellungen in der DDR
- 1958/1959, 1967/1968 und 1987/1988: Dresden, Vierte[4]  und VI. Deutsche Kunstausstellung und X. Kunstausstellung der DDR
- 1960 bis 1986: Berlin, fünf Bezirkskunstausstellungen (Gebrauchsgrafik)
- 1970: Berlin, Berliner Stadtbibliothek („Marken und Zeichen aus der Deutschen Demokratischen Republik“)